# شهرستان ترکتی
شهرستان ترکتی (قزاقی: Теректі ауданы, ته‌ره‌کتی اۋدانی) یک شهرستان در قزاقستان است که در استان قزاقستان غربی واقع شده‌است. این شهرستان ۳۸۲۸۴ نفر جمعیت دارد.